# Quivu

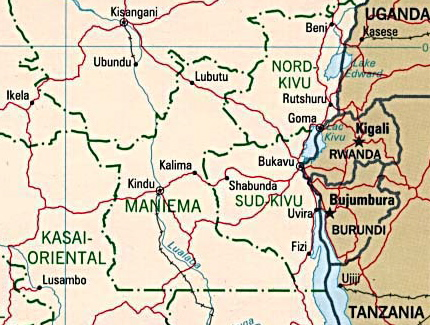
Mapa da região leste da República Democrática do Congo

Quivu (em francês: Kivu) é uma região histórica da República Democrática do Congo, sendo também uma antiga província no leste deste país, localizada nas margens do Lago Quivu. Em 1988 a província foi dividida em três províncias: Quivu do Norte, Quivu do Sul e Maniema. A capital da província histórica do Quivu era Bucavu; as capitais das três províncias atuais são, respectivamente, Goma, Bucavu e Quindu.

## História
A designação "Quivu" é utilizada oficialmente desde 1914, quando o governo colonial dividiu o Congo em 22 distritos. Em 1935, os distritos foram reorganizados em 6 províncias, baptizadas de acordo com o nome da sua capital. A Província de Costermansville foi rebatizada "Província de Quivu" em 1947.

## Geografia
Quivu é também a designação utilizada para toda a região circundante do Lago Quivu, incluindo partes do Ruanda, onde se encontra a maioria da população das região do lago (Guissenhi, Ruanda, com uma população de aproximadamente um milhão de pessoas, é a maior cidade na região do Lago Quivu ). A área tem uma vegetação luxuriante e uma longa época de cultivo devido em parte à alta altitude (1500 m nas margens do lago) e à natureza vulcânica do solo. A região do Quivu é o ponto mais alto do Grande Vale do Rifte na África Oriental.